# Стара Црна Гора
Стара Црна Гора, такође позната и као Права Црна Гора или Истинска Црна Гора је историјски и геополитички појам који се односи на област првобитне, односно праве Црне Горе, која се састојала из четири нахије: Катунске,Ријечке, Љешанске и Црмничке. Регионална посебност Старе Црне Горе у односу на сусједна Брда и друге околне области огледала се у званичној употреби двојног државног назива, који је од краја 18. вијека па све до средине 19. вијека гласио: Црна Гора и Брда. Регионалне традиције и особености Старе Црне Горе очуване су до савременог доба.

## Галерија
- Стара Црна Гора и њена племена
- Карта шире зетске области, са означеним подручјем првобитне Црне Горе, око 1690. године
- Области Старе Црне Горе и Брда на карти из 1862. године